# Komunikacijski satelit
Komunikacijski satelit ili telekomunikacijski satelit je umjetni Zemljin satelit namijenjeni ponajprije prijenosu informacija (telekomunikacija). Suvremeni telekomunikacijski sateliti u pravilu su aktivni, to jest primaju analogne ili digitalne signale s bazne postaje na Zemlji, pojačavaju ih i odašilju prema određenom području na Zemlji. Omogućuju više od 100 frekvencijskih kanala s predajnom snagom većom od 100 W. Energiju dobivaju iz sunčanih baterija, a projektirani su za vijek trajanja od 15 godina. Sateliti u geostacionarnoj orbiti GEO (pokrata za eng. Geostationary Earth Orbit) na visini 35 780 kilometara iznad ekvatora i s vremenom ophoda 24 sata vrte se (rotiraju) istom brzinom kao i Zemlja pa se, gledajući sa Zemlje, nalaze uvijek na istome mjestu. Jedan satelit može pokriti 2/5 površine Zemlje, te se trima satelitima može pokriti gotovo cijela zemaljska kugla. Sateliti u niskoj Zemljinoj orbiti LEO (akronim od engl. Low Earth Orbit) na visinama do 1 km i s vremenom ophoda do nekoliko sati pokrivaju samo mali dio Zemljine površine. Kako bi se osiguralo da na bilo kojem dijelu Zemlje u svakom trenutku postoji barem jedan vidljivi satelit, potrebno je 50-ak umjetnih satelita za pokrivanje cijele Zemlje. Sateliti u eliptičnim Munja-orbitama (nazvanima prema porodici sovjetskih komunikacijskih satelita) s periodom obilaska Zemlje od 12 sati te apogejom iznad sjeverne polutke, iznad koje provode veći dio trajanja svojega orbitiranja, prikladni su za pokrivanje sjevernih područja, na primjer Rusije. Niskoorbitalni sateliti imaju najkraći prijenosni put signala pa su kašnjenja i gušenja signala manja nego kod satelita u geostacionarnoj orbiti.
Sateliti fiksnih službi održavaju vezu između velikih primopredajnih antenskih sustava postavljenih na Zemlji (zemaljske postaje), a koriste se na primjer za prijenos podataka unutar fiksne telefonske mreže pri prekomorskim komunikacijama, u čem preuzimaju ulogu podmorskog optičkoga kabela. Sateliti mobilne telefonije isprva su se primjenjivali samo za posredovanje u komunikaciji s brodovima i zrakoplovima, a u novije doba razvijaju se i komercijalne mreže satelitske telefonije. Takve mreže omogućuju korisniku da uz pomoć minijaturne zemaljske postaje ostvari vezu izravno sa satelitom, što je posebno korisno u udaljenim područjima koja nisu pokrivena signalom konvencionalne mobilne telefonije. Današnje mreže zasnovane su na geostacionarnim satelitima (sateliti Inmarsat ili Thuraya), ili na niskoorbitalnim satelitima (Iridium ili Globalstar), koji pokrivaju cijelu Zemljinu površinu, a omogućuju uspostavu veze uređajem posve nalik običnomu mobilnom telefonu. Dijelove radiospektra te lokacije za satelite u geostacionarnim orbitama (orbitalne utore) pojedinim korisnicima dodjeljuje Svjetska administrativna radiokonferencija. Za fiksne satelitske službe koriste se frekvencijski pojasevi S (od 1,55 do 5,20 GHz), X (od 5,20 do 10,90 GHz), K (od 10,90 do 36,00 GHz) i Q (od 36,00 do 46,00 GHz), koji se dijele na potpojaseve i kanale.
Geostacionarna i geosinkrona orbita ograničeni su resurs zbog čega se telekomunikacijski operateri zapisuju kod Međunarodne telekomunikacijske unije za slobodni orbitalni utor komunikacijskim satelitima.
Prvi aktivni telekomunikacijski satelit bio je Telstar.